# Nepálský kongres
Nepálský kongres (nepálsky नेपाली काँग्रेस, anglicky Nepali Congress) je nepálská politická strana, která vznikla v roce 1950. Stranu od roku 2016 vede Šér Bahádur Deuba, který byl několikrát nepálským premiérem, naposledy mezi červencem 2021 a prosincem 2022. Nepálský kongres je středovou až mírně levicovou stranou. 

## Dějiny
Počátky Nepálského kongresu sahají do roku 1946, kdy ve Varánásí v Uttarpradéši vznikl Nepálský národní kongres. Jeho ideologické zaměření bylo do značně ovlivněno socialistickou frakcí Indického národního kongresu a jeho cílem bylo vystoupit proti autokratickému vládnutí ministerské dynastie Ránů a nastolení demokratičtějších zásad v zemi. Formálně v čele Nepálu sice stál král z dynastie Šáhů, faktickou moc však drželi v rukou ministerští předsedové z řad Ránů. V roce 1949 se Nepálský národní kongres rozpadl a část jejich bývalých členů společně se členy Nepálského demokratického kongresu založili v roce 1950 novou politickou stranu s názvem Nepálský kongres.
Z počátku se členové Nepálského kongresu snažili o násilné svržení dynastie Ránů, jejich první pokus však nebyl završen úspěchem. Strůjci pokusu o převrat byli zatčeni a hrozil jim trest smrti. Následoval dramtický sled událostí, během něhož začaly propukat boje mezi Osvobezeneckou armádou, kterou zorganizoval Národní kongres, a nepálskou armádou, kterou řídili Ránové. Nepál se tak ocitl na pokraji občanské války. Částečně na nátlak Indie v čele s Džaváharlálem Néhrúem bylo mezi povstalci a Rány bylo v roce 1951 dospěno k dohodě. Nepálský kongres se stal součástí vlády, avšak neschopnost přivést Nepál, tehdy jednu z nejzaostalejších zemí světa, k alespoň k částečnému hospodářsko-sociálnímu pokroku, vedla v následujících letech stranu k vnitřní nestabilitě a nejednotnosti. Nicméně v prvních demokratických volbách v Nepálu roku 1959 se stal Nepálský kongres vedoucí politickou stranou.
V následujících měsících však nová vláda v čele s Národním kongresem opět nebyla schopna zajistit reformy rozsáhlejšího charakteru, navíc premiér Bišéšvar Prasád Kóirála nevycházel dobře s králem Mahéndrou. Král se proto uchýlil ke krajnímu řešeni: v roce 1960 provedl palácový převrat a všechny dosavadní snahy o demokratizaci země tak byly zmařeny. Opětovné nastolení monarchie společně se zákazem působení politických stran znamenalo uvržení Nepálského kongresu do ilegality. Od 60. let rozvíjel Nepálský kongres své aktivity v sousední Indii, odkud organizoval politický odboj. Aktivity Nepálského kongresu za výrazného přispění jeho dlouholetého vůdce Bišéšvary vyvrcholily koncem 80. let v lidové nepokoje a protesty proti monarchii. V roce 1989 byl král nucen odvolat zákaz působení politických stran a na rok 1992 byly vyhlášeny volby do nové vlády, ve kterých jasně zvítězil Nepálský kongres. Ani tentokrát se mu však nepodařilo výrazněji pozvednout nepálské hospodářství a ekonomiku.
Tato neschopnost spolu s tíživou sociální situací většiny Nepálců v zemi připravila živnou půdu pro vznik partyzánských maoisticky orientovaných skupin. Ty v roce 1996 přešly v otevřený ozbrojený boj a v Nepálu tak začala občanská válka, která trvala deset let. Roku 2002 došlo v Nepálském kongresu k rozkolu a část členů NK v čele s Šérem Bahádurem Deubou založila novou stranu s názvem Nepálský kongres-demokratický (anglicky Nepali Congress-Democratic). V roce 2006 maoisté složili zbraně a podepsali s nepálskou vládou příměří. Na rok 2008 byly vyhlášeny volby, před kterými se strany Nepálský kongres a Nepálský kongres-demokratický opět spojily v jednu. V následných volbách v roce 2008 maoisté vyhráli (získali 220 z 575 možných), Nepálský kongres skončil na druhém místě s celkovým počtem 110 křesel. Stal se tak pod vedením Giridži Prasáda Koirály nejsilnější opoziční stranou.
Ve volbách do sněmovny reprezentantů v roce 2022, druhých volbách konaných od zavedení nové ústavy z roku 2015, získal kongres 89 mandátů z 275, což z něj učinilo nejsilnější stranu a jeho vedení začalo vyjednávat o pokračování rozšířené vládní koalice s maoisty a několika menšími stranami. V následující stranické volbě byl poslanci jako lídr potvrzen Šér Bahádur Deuba. Deuba odmítl přenechat na první polovinu volebního období premiérský post předsedovi maoistů Dahalovi a kongres odešel do opozice.

## Seznam předsedů
- Matrika Prasád Kóirála, 1950–1952
- Bišešvár Prasád Kóirála, 1952–1956, 1957–1982
- Subarna Šamšér Džang Bahádur Rána, 1956–1957
- Krišna Prasád Bhattáráj, 1982–1996
- Giridža Prasád Koirála, 1996–2010
- Sušil Koirála, 2010–2016
- Šér Bahádur Deuba, 2016– úřadující